# Феррерс, Роберт, 1-й барон Феррерс из Уэма
Роберт де Феррерс (англ. Robert de Ferrers; до 1350 — 24/30 декабря 1380) — английский аристократ, участник Столетней войны. С 1375 года заседал в парламенте как лорд и поэтому считается 1-м бароном Феррерс из Уэма.

## Биография
Роберт де Феррерс принадлежал к знатному английскому роду нормандского происхождения. Он был вторым сыном Роберта де Феррерса, 3-го барона Феррерса из Чартли, родившимся во втором браке — с Джоан де ла Мот. Дата рождения Роберта-младшего неизвестна. После смерти его отца в 1350 году семейные владения и титул достались старшему брату, Джону. Позже Роберт женился на Элизабет Ботелер, дочери и наследнице Уильяма Ботелера, 3-го барона Ботелера из Уэма (Шропшир), в 1375 году унаследовал владения матери, а 28 декабря того же года был вызван в парламент как лорд. В историографии это считается началом истории нового титула, барона Феррерса из Уэма, однако в XIV веке ещё не было чёткого регламента; возможно, Роберт заседал в парламенте как барон Ботелер из Уэма по праву жены (jure uxoris). 
Феррерс участвовал в войне на континенте: в частности, в 1373 году он сражался под началом Джона Гонта. Элизабет родила ему единственного сына, Роберта, который после смерти отца в 1380 году унаследовал его владения. Роберт-сын считается 2-м бароном Феррерс из Уэма. Он умер молодым в 1395/96 году, оставив только двух дочерей.
Вдова первого барона ещё два раза выходила замуж: за сэра Джона Сэя и сэра Томаса Молинтона.